# Quinn Gleason
Quinn Gleason (ur. 10 listopada 1994 w Mendon) – amerykańska tenisistka.

## Kariera tenisowa
W 2021 roku, podczas Wimbledon zadebiutowała w imprezie wielkoszlemowej w grze podwójnej. Startując w parze z Eminą Bektas odpadła w pierwszej rundzie.
W swojej karierze zwyciężyła w jednym singlowym i trzynastu deblowych turniejach rangi ITF. Najwyżej w rankingu WTA była sklasyfikowana na 323. miejscu w singlu (29 lipca 2019) oraz 135. w deblu (12 sierpnia 2019).

## Finały turniejów WTA
| Legenda                   | Legenda |
| ------------------------- | ------- |
| Wielki Szlem              |         |
| Igrzyska olimpijskie      |         |
| WTA Tour Championships    |         |
| od 2021                   |         |
| WTA 1000 (obowiązkowe)    |         |
| WTA 1000 (nieobowiązkowe) |         |
| WTA 500                   |         |
| WTA 250                   |         |
| WTA 125                   |         |

### Gra podwójna 2 (1–1)
| Końcowy wynik | Nr | Data             | Turniej | Nawierzchnia | Partnerka              | Przeciwniczki                  | Wynik finału      |
| ------------- | -- | ---------------- | ------- | ------------ | ---------------------- | ------------------------------ | ----------------- |
| Finalistka    | 1. | 6 sierpnia 2023  | Praga   | Twarda       | Elixane Lechemia       | Nao Hibino Oksana Kalasznikowa | 7:6(7), 5:7, 3–10 |
| Zwyciężczyni  | 2. | 3 listopada 2024 | Mérida  | Twarda       | Ingrid Gamarra Martins | Magali Kempen Lara Salden      | 6:4, 6:4          |

## Finały turniejów WTA 125

### Gra podwójna 6 (3–3)
| Końcowy wynik | Nr | Data              | Turniej      | Nawierzchnia | Partnerka              | Przeciwniczki                        | Wynik finału      |
| ------------- | -- | ----------------- | ------------ | ------------ | ---------------------- | ------------------------------------ | ----------------- |
| Finalistka    | 1. | 26 listopada 2022 | Montevideo   | Ceglana      | Elixane Lechemia       | Ingrid Gamarra Martins Luisa Stefani | 5:7, 7:6(6), 6–10 |
| Zwyciężczyni  | 1. | 16 września 2023  | Lublana      | Ceglana      | Amina Anshba           | Freya Christie Yuliana Lizarazo      | 6:3, 6:4          |
| Finalistka    | 2. | 17 sierpnia 2024  | Barranquilla | Twarda       | Ingrid Gamarra Martins | Jessica Failla Hiroko Kuwata         | 6:4, 6:7(2), 7–10 |
| Zwyciężczyni  | 2. | 7 września 2024   | Montreux     | Ceglana      | Ingrid Gamarra Martins | María Lourdes Carlé Simona Waltert   | 6:3, 4:6, 10–7    |
| Finalistka    | 3. | 7 czerwca 2025    | Bari         | Ceglana      | Ingrid Gamarra Martins | Marija Kozyriewa Iryna Szymanowicz   | 6:3, 4:6, 7–10    |
| Zwyciężczyni  | 3. | 15 czerwca 2025   | Grado        | Ceglana      | Ingrid Gamarra Martins | Veronika Erjavec Dominika Šalková    | 6:2, 5:7, 10–5    |

## Finały turniejów ITF
| turnieje z pulą nagród 100 000 $ (W100) |
| turnieje z pulą nagród 80 000 $ (W80)   |
| turnieje z pulą nagród 60 000 $ (W75)   |
| turnieje z pulą nagród 40 000 $ (W50)   |
| turnieje z pulą nagród 25 000 $ (W35)   |
| turnieje z pulą nagród 15 000 $ (W15)   |
| turnieje z pulą nagród 10 000 $         |

### Gra pojedyncza 2 (1–1)
| Rezultat     |    | Data       | Turniej         | ($)    | Naw.     | Przeciwniczka  | Wynik            |
| Zwyciężczyni | 1. | 04/06/2017 | Villa del Dique | 15 000 | Ceglana  | Victoria Bosio | 6:7(2), 6:3, 6:2 |
| Finalistka   | 1. | 11/03/2018 | Solarino        | 15 000 | Dywanowa | Greet Minnen   | 6:2, 2:6, 4:6    |

### Gra podwójna 34 (15–19)
| Rezultat     |     | Data       | Turniej              | ($)      | Naw.          | Partnerka              | Przeciwniczki                           | Wynik             |
| Finalistka   | 1.  | 22/07/2016 | Târgu Jiu            | 10 000   | Ceglana       | Melissa Kopinski       | Andreea Roșca Gabriela Tatarus          | 6:4, 4:6, 8–10    |
| Finalistka   | 2.  | 29/07/2016 | Târgu Jiu            | 10 000   | Ceglana       | Melissa Kopinski       | Alexandra Perper Anastasia Vdovenco     | 6:1, 2:6, 8–10    |
| Finalistka   | 3.  | 02/10/2016 | Charleston           | 10 000   | Ceglana       | Whitney Kay            | Andie Daniell Erin Routliffe            | 4:6, 2:6          |
| Zwyciężczyni | 1.  | 16/04/2017 | Indian Harbour Beach | 80 000   | Ceglana       | Kristie Ahn            | Laura Pigossi Renata Zarazúa            | 6:3, 6:2          |
| Zwyciężczyni | 2.  | 14/07/2017 | Knokke               | 15 000   | Ceglana       | Luisa Stefani          | Leonie Küng Axana Mareen                | 6:4, 7:5          |
| Zwyciężczyni | 3.  | 23/07/2017 | Bruksela             | 15 000   | Ceglana       | Luisa Stefani          | Priscilla Heise Deborah Kerfs           | 6:3, 6:2          |
| Finalistka   | 6.  | 28/07/2017 | Dublin               | 15 000   | Dywanowa      | Emily Appleton         | Giorgia Marchetti Rosalie van der Hoek  | 5:7, 4:6          |
| Zwyciężczyni | 4.  | 06/08/2017 | El Espinar           | 25 000   | Twarda        | Luisa Stefani          | Ayla Aksu Bibiane Schoofs               | 6:3, 6:2          |
| Zwyciężczyni | 5.  | 25/02/2018 | Solarino             | 15 000   | Dywanowa      | Emily Appleton         | Mathilde Armitano Maria Masini          | 3:6, 7:5, 10–8    |
| Zwyciężczyni | 6.  | 04/03/2018 | Solarino             | 15 000   | Dywanowa      | Swiatłana Pirażenka    | Anna Klasen Romy Kölzer                 | 6:4, 6:4          |
| Finalistka   | 7.  | 09/03/2018 | Solarino             | 15 000   | Dywanowa      | Laura Ashley           | Katarzyna Kawa Shalimar Talbi           | 3:6, 4:6          |
| Finalistka   | 8.  | 09/06/2018 | Bethany Beach        | 25 000   | Ceglana       | Sanaz Marand           | Robin Anderson Maegan Manasse           | 6:2, 6:7(6), 3–10 |
| Finalistka   | 9.  | 29/09/2018 | Templeton            | 60 000   | Twarda        | Luisa Stefani          | Asia Muhammad Maria Sanchez             | 7:6(4), 2:6, 8–10 |
| Finalistka   | 10. | 06/10/2018 | Stockton             | 60 000   | Twarda        | Luisa Stefani          | Hayley Carter Ena Shibahara             | 5:7, 7:5, 7–10    |
| Zwyciężczyni | 7.  | 11/11/2018 | Colina               | 60 000   | Ceglana       | Luisa Stefani          | Barbara Gatica Rebeca Pereira           | 6:0, 4:6, 10–7    |
| Zwyciężczyni | 8.  | 20/01/2019 | Petit-Bourg          | 25 000   | Twarda        | Luisa Stefani          | Vladica Babić Rosalie van der Hoek      | 7:5, 6:4          |
| Zwyciężczyni | 9.  | 07/04/2019 | Palm Harbor          | 80 000   | Ceglana       | Ingrid Neel            | Akgul Amanmuradova Lizette Cabrera      | 5:7, 7:5, 10–8    |
| Zwyciężczyni | 10. | 16/02/2020 | Nicholasville        | 100 000  | Twarda (hala) | Catherine Harrison     | Whitney Osuigwe Hailey Baptiste         | 7:5, 6:2          |
| Zwyciężczyni | 11. | 13/06/2021 | Santo Domingo        | 25 000   | Twarda        | Emina Bektas           | Kelly Williford Ana Carmen Zamburek     | 7:5, 6:4          |
| Zwyciężczyni | 12. | 10/10/2021 | Las Vegas            | 60 000   | Twarda        | Tereza Mihalíková      | Tara Moore Emina Bektas                 | 7:6(5), 7:5       |
| Zwyciężczyni | 13. | 24/10/2021 | Macon                | 80 000   | Twarda        | Catherine Harrison     | Alycia Parks Alana Smith                | 6:2, 6:2          |
| Finalistka   | 13. | 12/02/2022 | Birmingham           | 25 000   | Twarda (hala) | Catherine Harrison     | Andrė Lukošiūtė Eliz Maloney            | 6:7(4), 6:3, 8–10 |
| Zwyciężczyni | 14. | 19/02/2022 | Glasgow              | 25 000   | Twarda (hala) | Catherine Harrison     | Justina Mikulskytė Walerija Sawinych    | 6:4, 6:1          |
| Finalistka   | 14. | 14/01/2023 | Naples               | 25 000   | Ceglana       | Emily Appleton         | Reese Brantmeier Makenna Jones          | 4:6, 2:6          |
| Finalistka   | 15. | 21/01/2023 | Vero Beach           | 60 000   | Ceglana       | Elixane Lechemia       | Francesca Di Lorenzo Makenna Jones      | 6:4, 3:6, 3–10    |
| Finalistka   | 16. | 18/02/2023 | Irapuato             | 60 000+H | Twarda        | Elixane Lechemia       | Emina Bektas Ingrid Neel                | 6:7(4), 6:3, 6–10 |
| Finalistka   | 17. | 11/03/2023 | Fredericton          | 25 000   | Twarda (hala) | Jamie Loeb             | Jessie Aney Dalayna Hewitt              | 6:7(2), 4:6       |
| Zwyciężczyni | 15. | 27/04/2024 | Charlottesville      | 60 000   | Ceglana       | Emily Appleton         | Marija Kononowa Marija Kozyriewa        | 7:6(5), 6:1       |
| Finalistka   | 18. | 21/06/2024 | Ilkley               | 100 000  | Trawiasta     | Tang Qianhui           | Kristina Mladenovic Elena-Gabriela Ruse | 2:6, 2:6          |
| Finalistka   | 19. | 19/10/2024 | Macon                | 100 000  | Twarda        | Ingrid Gamarra Martins | Sophie Chang Katarzyna Kawa             | 5:7, 4:6          |